# Commission de récolement des dépôts d'œuvres d'art
La commission de récolement des dépôts d'œuvres d'art (CRDOA) est un service français d'administration centrale du ministère de la Culture, chargé du récolement général des dépôts d'œuvres d'art. Elle a pour mission d'en définir la méthodologie, d'en organiser les opérations et d'en suivre le déroulement. Elle est destinataire de tout constat de perte établi par les institutions déposantes.
Elle est présidée par Évelyne Ratte, présidente de chambre honoraire à la Cour des comptes, depuis le 29 juillet 2020. Son secrétaire général est Sylvain Leclerc.

## Lexique

### Dépôts d'œuvres d'art
Les musées de France (suivis par le service des musées de France), le Centre national des arts plastiques, le Mobilier national, l'établissement public Cité de la céramique - Sèvres et Limoges, le Centre des monuments nationaux, le service historique de la défense, certains ministères comme celui chargé de l'économie, etc., sont des administrations affectataires de biens culturels, au sens de l'article L. 2112-1 du code général de la propriété des personnes publiques.
Ces biens (tableaux, sculptures, meubles, céramiques..., tous propriété de l'État) peuvent être prêtés sur une durée assez courte pour des expositions ou mis en dépôt. Les dépôts s'inscrivent dans une durée plus longue que les prêts et sont consentis par les institutions déposantes auprès d'administrations dépositaires accessibles au public : musées, bâtiments affectés aux administrations de l'État, en France et à l'étranger, assemblées parlementaires, établissements publics, collectivités territoriales et leurs établissements publics...

### Récolement des dépôts d'œuvres d'art
Le mot « récolement » vient du latin recolere, « passer en revue » ; le récolement des dépôts d'œuvres d'art est une mission importante pour tout responsable de collection : il s'agit de vérifier, sur pièce et sur place, la présence des œuvres déposées chez le dépositaire, leur localisation, leur état et leur marquage.

## Histoire de la commission
Un rapport de la Cour des comptes, publié en février 1997 sur « les musées nationaux et les collections nationales d'œuvres d'art », relève de graves insuffisances dans la gestion administrative des collections en général, des inventaires et de leur contrôle en particulier. Il souligne l'importance des disparitions et l'insuffisance des recherches sur leurs causes. Quelques pages évoquent plus rapidement les dépôts du Mobilier national et du Fonds national d'art contemporain (FNAC, géré par le Centre national des arts plastiques) en formulant des critiques tout aussi sévères.
Le décret du 20 août 1996 crée une Commission de récolement des dépôts d'œuvres d'art (CRDOA), placée auprès du ministre de la Culture, « chargée de définir la méthodologie d'un récolement général des dépôts d'œuvres d'art, d'en organiser les opérations et d'en suivre le déroulement ».
Ce décret est modifié significativement par le décret du 15 mai 2007. Ces dispositions sont codifiées en 2011 aux articles D.113-27 à D.113-30 du Code du patrimoine.

## Composition de la commission
La Commission est ainsi composée :
- le président : un magistrat à la Cour des comptes désigné par le premier président de la Cour des comptes[N 1] ;
- 10 représentants du ministère de la Culture :
  - le chef de l'inspection générale des affaires culturelles ;
  - le responsable du service des musées de France ;
  - le directeur général de la Création artistique ;
  - l'administrateur général du Mobilier national ;
  - le directeur du Musée national d'art moderne, centre de création industrielle du centre Pompidou ;
  - depuis 2000[δ] :
    - le directeur général des Patrimoines et de l'Architecture ;
    - le directeur général des Arts décoratifs ;

  - depuis 2007[β] :
    - le secrétaire général du ministère de la Culture ;
    - le président du Centre des monuments nationaux ;
    - le directeur du Fonds national d'art contemporain ;
- les secrétaires généraux de 6 autres ministères[N 2] :
  - le secrétaire général du ministère des Affaires étrangères ;
  - le secrétaire général du ministère de la Justice ;
  - le secrétaire général du ministère de l'Intérieur ;
  - le secrétaire général du ministère chargé du Budget ;
  - le secrétaire général pour l'administration du ministère des Armées ;
  - le secrétaire général du ministère de l'Éducation nationale depuis 2007[β].

Les membres de la commission autres que le président peuvent se faire représenter.

## Travaux de la commission
La commission pilote les missions de récolement, s'assure de leur mise en œuvre comme de la mise en œuvre des suites utiles (plaintes, titres de perception...) et en rend compte, notamment à travers la publication de ses rapports.

### Pilotage des missions de récolement
En lien avec les institutions déposantes, la CRDOA arrête un programme de missions de récolement pluriannuel. L'objectif est d'assurer une mise en cohérence des programmes des différentes institutions déposantes. Ainsi, si telle grande institution publique, tel ministère, tel département ou tel État étranger est programmé en année N, la CRDOA sera à même de se réunir en année N+1 pour une délibération sur l'ensemble des biens récolés et non localisés.

### Réunions de délibération
La CRDOA se réunit, le cas échéant, chez un grand dépositaire afin de lui présenter, ainsi qu'aux institutions déposantes concernées, le rapport sur le récolement des dépôts d'œuvres d'art dans cette administration. Ces réunions sont l'occasion de faire le point sur les récolements et les états annuels, ainsi que sur les suites réservées aux biens non localisés lors des missions de récolement : suites non déterminées, plaintes non déposées, titres de perception non payés, ainsi que tout sujet ayant trait à la gestion des œuvres d'art.

### Publication de rapports
À l'issue de ces réunions de délibérations, la CRDOA publie sur le site du ministère de la culture un rapport sur la gestion des dépôts chez un dépositaire : grandes institutions publiques (présidence de la République, Conseil constitutionnel, Cour des comptes, Conseil d'État...), assemblées constitutionnelles, ministères, départements, État ou ensemble d'États étrangers. Ce document offre une vue d'ensemble de la situation des opérations de récolement et autorise la réconciliation des chiffres et du statut de chaque bien entre tous les acteurs du récolement : déposant, dépositaire et CRDOA.

### Publication du rapport d'activité annuel
La CRDOA publie chaque année sur le site du ministère de la Culture son rapport d'activité annuel. Ce rapport d'activité dresse un état détaillé, précis et chiffré de l'avancement du taux de récolement en se fondant sur les rapports de récolement élaborés par les institutions déposantes et adressés à son secrétariat général durant l'année. Ces rapports de récolement doivent être complets et définitifs, c'est-à-dire présentant les suites réservées à chaque œuvre disparue.
Les résultats du rapport d'activité annuel de 2021 ont été présentés lors de l'émission Complément d'enquête du 6 octobre 2022.

## Soutien aux activités de récolement

### Mises à disposition de personnels
Afin d'accompagner les institutions déposantes, la CRDOA a déployé une quinzaine d'agents auprès de six d'entre elles, afin de progresser significativement sur le premier récolement général des dépôts, le temps que l'institution se structure en interne pour être ensuite en mesure de pleinement assumer cette mission. Plusieurs agents ont ainsi contribué dans le passé à permettre à l'institution déposante auprès de laquelle ils étaient mis à disposition d'achever le premier récolement général des dépôts. Ces agents sont ensuite redéployés auprès d'autres institutions déposantes qui n'ont pas encore achevé ce premier récolement général. Les emplois de ces agents ont été transférés dans leurs administrations d'accueil le 1er février 2021.

### Soutien financier, matériel et méthodologique
La commission a longtemps financé les missions des déposants sur le territoire français. Elle a également mis à leur disposition du matériel de récolement (appareils numériques...). Elle poursuit son appui méthodologique, notamment auprès des déposants en termes de programmations des missions de récolement, et auprès des administrations bénéficiaires de ces dépôts, en termes de gestion des œuvres et de respect des obligations légales et réglementaires.

## Présidents et présidentes
| Nom                      | Arrêté de nomination | Arrêté de nomination |
| ------------------------ | -------------------- | -------------------- |
| Jean-Pierre Bady         | octobre 2000         |                      |
| Jean-Pierre Bady         | 9 juillet 2007       | [ a ]                |
| Jacques Sallois (d)      | 5 novembre 2009      | [ b ]                |
| Jean-Philippe Vachia (d) | 24 janvier 2019      | [ c ]                |
| Évelyne Ratte (d)        | 29 juillet 2020      | [ d ]                |